# 93e méridien ouest
En géographie, le 93e méridien ouest est le méridien joignant les points de la surface de la Terre dont la longitude est égale à 93° ouest.

## Géographie

### Dimensions
Comme tous les autres méridiens, la longueur du 93e méridien correspond à une demi-circonférence terrestre, soit 20 003,932 km. Au niveau de l'équateur, il est distant du méridien de Greenwich de 10 353 km,.
Avec le 87e méridien est, il forme un grand cercle passant par les pôles géographiques terrestres.

### Régions traversées
En commençant par le pôle Nord et descendant vers le sud au pôle Sud, Le 93e méridien ouest passe par:
| Coordonnées          | Pays, territoire ou mer | Notes |
| -------------------- | ----------------------- | --- |
| 90° 00′ N, 93° 00′ O | Océan Arctique          | |
| 81° 20′ N, 93° 00′ O | Canada                  | Nunavut — Île Axel Heiberg |
| 78° 36′ N, 93° 00′ O | Baie Norwegian          | Passing just east of Île Cornwall, Nunavut, Canada (à 77° 39′ N, 93° 04′ O) |
| 76° 37′ N, 93° 00′ O | Canada                  | Nunavut — Île Devon |
| 76° 16′ N, 93° 00′ O | Canal de Wellington     | |
| 74° 40′ N, 93° 00′ O | Canal de Parry          | Détroit de Barrow |
| 74° 09′ N, 93° 00′ O | Canada                  | Nunavut — Île Somerset |
| 72° 46′ N, 93° 00′ O | Golfe de Boothia        | |
| 71° 22′ N, 93° 00′ O | Canada                  | Nunavut — continent |
| 62° 04′ N, 93° 00′ O | Baie de Hudson          | |
| 58° 20′ N, 93° 00′ O | Canada                  | Manitoba Ontario — à partir de 54° 13′ N, 93° 00′ O |
| 48° 27′ N, 93° 00′ O | États-Unis              | Minnesota, passe par Saint Paul (à 44° 57′ N, 93° 00′ O) Iowa — à partir de 43° 30′ N, 93° 00′ O Missouri — à partir de 40° 35′ N, 93° 00′ O Arkansas — à partir de 36° 30′ N, 93° 00′ O Louisiane — à partir de 33° 01′ N, 93° 00′ O |
| 29° 43′ N, 93° 00′ O | Golfe du Mexique        | |
| 18° 26′ N, 93° 00′ O | Mexique                 | Tabasco Chiapas — à partir de 17° 33′ N, 93° 00′ O |
| 15° 17′ N, 93° 00′ O | Océan Pacifique         | |
| 60° 00′ S, 93° 00′ O | Océan Austral           | |
| 72° 30′ S, 93° 00′ O | Antarctique             | Liste des territoires non revendiqués |